# Pajo Kujundžić
Pajo Kujundžić (Subotica, 15. svibnja 1859. – 10. listopada 1915.), bio je bački hrvatski katolički svećenik, učitelj i kulturni djelatnik.
Rodio se u uglednoj subotičkoj obitelji Kujundžić koja je dala niz društvenih radnika (Nikola Kujundžić, Radoslav Kujundžić, Efrem Stipan Kujundžić, Ivan Kujundžić,Ivan Jesse Kujundžić, Ilija Kujundžić)
Školu je pohađao u rodnom gradu, a potom u Kalači, u sjemeništu.
Kao svećenik je službovao u Bikiću i u Monoštoru, od 1885. radi u Subotici kao gimnazijski vjeroučitelj.

Za svog službovanja, došao je u poznanstvo s preporoditeljem bačkih Hrvata biskupom Ivan Antunovićem.
Književnik Ante Sekulić u svom djelu Književnost podunavskih Hrvata u XX. stoljeću ga smatra prevodnikom među hrvatskim svećenstvom u Bačkoj.
Bio je podupirateljem subotičke Pučke kasine te urednikom Bunjevačko-šokačke Danice (subotičkog kalendara) za godinu 1884.

Osnivačem je Kola mladeži, društva osnovanog za čuvanje bunjevačkih narodnih običaja.
U političkom radu, Pajo Kujundžić je bio velikim borcem za hrvatska prava i hrvatsko nacionalno osvješćivanje, pišući rasprave o bunjevačkom pitanju. 

U školstvu je doprinio svojom borbom za hrvatski jezik i njegovo uvođenje u škole, braneći to činjenicom koju je isticao, da su Bunjevci Hrvati, odnosno da Bunjevci govore hrvatskim jezikom.
Bio je sudionikom akcije 1913. godine, u kojoj je s Mijom Mandićem, Blaškom Rajićem, Stipanom Vojnićem-Tunićem i drugima poduzeo da se otvori privatna škola na hrvatskom jeziku, s obzirom na poteškoće na koje su nailazili tamošnji Hrvati Bunjevci s mađarskim vlastima, koje su vodile snažnu asimilatorsku politiku, ali i sa susjedima Srbima, čijim je kulturnjačkim krugovima, zadojenih velikosrpstvom, bilo važnije širenje nametanje srpske ideje, nego pomoć susjedima Hrvatima u kulturnoj i jezičnoj emancipaciji ("... novosadska "Zastava" prebacuje Srbima oko Matice srpske, što se nije povela propaganda među Bunjevcima da bi se priznali za Srbe").